# Thomas Howard (giocatore di football americano)
Thomas Howard (Lubbock, 14 luglio 1983 – Contea di Alameda, 18 novembre 2013) è stato un giocatore di football americano statunitense.
Fu scelto al secondo giro (38º assoluto) del Draft NFL 2006 dai Raiders. Al college giocò per la Texas-El Paso University.
È morto nel 2013 all'età di 30 anni a seguito di un incidente stradale.

## Carriera professionistica

### Oakland Raiders
Howard fu scelto al secondo giro del Draft 2006 dagli Oakland Raiders. Il 25 luglio 2006 firmò un contratto quadriennale del valore 3,81. Debuttò nella NFL l'11 settembre contro i San Diego Chargers, concluse la stagione con 16 partite di cui 15 da titolare e 110 tackle totali. Nel 2007 finì con 16 partite tutte da titolare, 95 tackle totali, un sack e 6 intercetti di cui 2 portati in touchdown. Nel 2008 concluse con 16 partite tutte da titolare, 97 tackle totali, un sack, un intercetto e 2 fumble forzati. Nel 2009 finì con 16 partite di cui 15 da titolare, 79 tackle totali, 2 sack e un fumble forzato.
Il 16 aprile 2010 rifirmò un altro anno per 1,759 milioni di dollari. Chiuse con 12 partite, 9 tackle totali e un fumble forzato

### Cincinnati Bengals
Il 29 luglio 2011 firmò un contratto biennale del valore di 6,5 milioni di dollari. A fine stagione chiuse con 16 partite di cui 15 da titolare, 99 tackle totali, un sack e 2 fumble forzati. Nel 2012 giocò solamente una partita da titolare prima di infortunarsi e finire sulla lista infortunati, concludendo con soli 3 tackle e un sack.

## Vittorie e premi
- Nessuno

## Statistiche
| Partite totali          | 93  |
| Partite da titolare     | 78  |
| Tackle totali           | 492 |
| Sack                    | 6   |
| Intercetti fatti        | 7   |
| Touchdown su intercetti | 2   |
| Fumble forzati          | 6   |
| Fumble recuperati       | 2   |
| Passaggi deviati        | 29  |

Statistiche aggiornate alla stagione 2012